# (88268) 2001 KK76
(88268) 2001 KK76, também escrito como (88268) 2001 KK76, é um objeto transnetuniano que foi descoberto no dia 24 de maio de 2001 e é classificado como um cubewano. O mesmo tem uma magnitude absoluta de 6,3 e, tem um diâmetro estimado de cerca de 242 km.

## Órbita
A órbita de (88268) 2001 KK76 tem um semieixo maior de 42,41 UA e um período orbital com cerca de 276 anos. Ele possui uma excentricidade orbital de 0.014, seu periélio leva o mesmo a 41,665 UA do Sol e seu afélio a distância de 43,155 UA.